# ハンス・フィルヒョウ

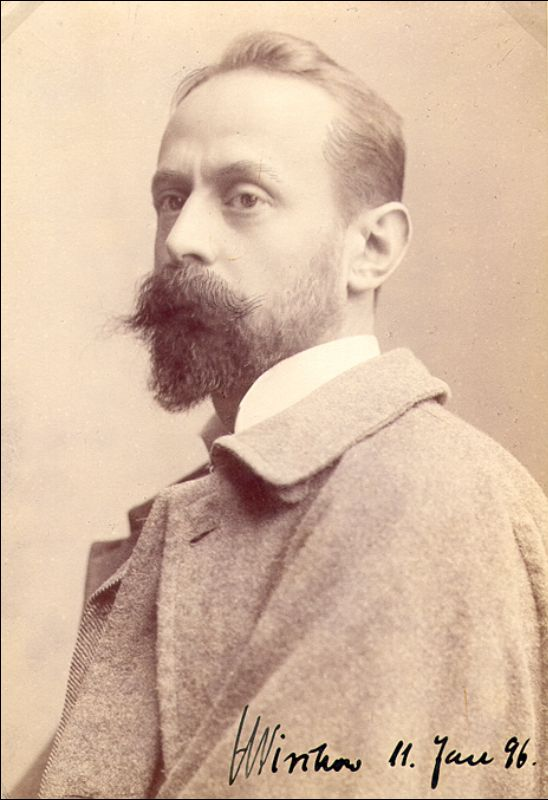
ハンス・フィルヒョウ、1896年

ハンス・フィルヒョウまたはハンス・ウィルヒョウ（ドイツ語: Hans Virchow、1852年9月10日 - 1940年5月10日）は、ドイツの解剖学者である。ベルリン大学教授を務めた。ヴュルツブルク出身で、父は病理学者ルドルフ・ルートヴィヒ・カール・フィルヒョウ。